# Muellerella erratica
Muellerella erratica är en lavart som först beskrevs av Johannes Müller Argoviensis och som fick sitt nu gällande namn av Joseph Hafellner och Volker John. 
Muellerella erratica ingår i släktet Muellerella och familjen Verrucariaceae. Arten är reproducerande i Sverige.